# Meruoca (tiểu vùng)
Meruoca là một tiểu vùng thuộc bang Ceará, Brasil. Tiều vùng này có diện tích 284 km², dân số năm 2007 là 20888 người.